# جون وليامز (كاتب)
جون وليامز (بالإنجليزية: John Edward Williams )‏ (و. 1922 – 1994 م) هو شاعر، وروائي، وكاتب، وأستاذ جامعي أمريكي، ولد في كلاركسفيل، توفي في فايتفيل، عن عمر يناهز 72 عاماً.

## التعليم
تعلم في جامعة دنفر، وجامعة ميسوري.

## جوائز
حصل على جوائز منها:
- جائزة الكتاب الوطني  [لغات أخرى]‏.

## روابط خارجية
- جون وليامز على موقع IMDb (الإنجليزية)
- جون وليامز على موقع مونزينجر (الألمانية)
- جون وليامز على موقع ميوزك برينز (الإنجليزية)